# Sphaenorhynchus canga
Sphaenorhynchus canga es una especie de anfibio anuro de la familia Hylidae.

## Distribución geográfica
Esta especie es endémica de Minas Gerais en Brasil. Se encuentra en Mariana en Serra do Espinhaço.

## Publicación original
- Araujo-Vieira, Lacerda, Pezzuti, Leite, Assis & Cruz, 2015: A new species of Hatchet-faced Treefrog Sphaenorhynchus Tschudi (Anura: Hylidae) from Quadrilátero Ferrífero, Minas Gerais, southeastern Brazil. Zootaxa, n.º 4059(1), p. 96–114.[4]